# Środki ergogeniczne
Substancje ergogeniczne (gr. ἔργον „érgon” praca; -γενής „-genḗs”, powielać) − środki stworzone w celu poprawy wydolności sportowej. Obejmują suplementy sportowe, nielegalne preparaty, a także metody. Substancjami o właściwościach ergogenicznych są m.in. kofeina, azotany, kreatyna, żelazo, wapń, wodorowęglan sodu, beta alanina, arginina. Substancje ergogeniczne znajdują zastosowanie w sporcie oraz medycynie.